# Băbeni (Sălaj)
Pour les articles homonymes, voir Băbeni.
Băbeni (en hongrois Aranymező) est une commune roumaine du județ de Sălaj, dans la région historique de Transylvanie et dans la région de développement du Nord-ouest.

## Géographie

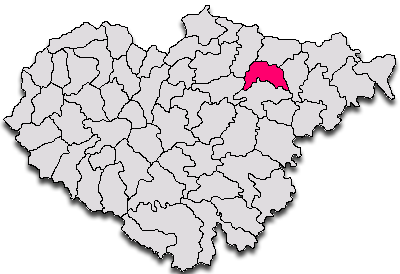
Localisation de Băbeni dans le județ de Sălaj.

La commune de Băbeni est située dans le nord-est du județ, dans la vallée de la rivière Someș, entre le plateau de Purcareț à l'ouest et les collines de Șimișna à l'est, à 20 km au nord-est de Jibou et à 44 km au nord-est de Zalău, le chef-lieu du județ.
La municipalité est composée des cinq villages suivants (population en 2002) :
- Băbeni (682), siège de la commune ;
- Ciocmani (713) ;
- Cliț (234) ;
- Piroșa (126) ;
- Poienița (308).

## Histoire
La première mention écrite du village de Băbeni date de 1377 sous le nom de Baba. Les autres villages sont mentionnés pour leur part en 1461 pour Ciocmani (Chokman), en 1543 pour Poienița (Poynycza), en 1554 pour Cliț (Kylych) et en 1306 pour Piroșa (Pirosfalvu).
La commune, qui appartenait au royaume de Hongrie, faisait partie de la principauté de Transylvanie et elle en a donc suivi l'histoire.
Après le compromis de 1867 entre Autrichiens et Hongrois de l'empire d'Autriche, la principauté de Transylvanie disparaît et, en 1876, le royaume de Hongrie est partagé en comitats. Băbeni intègre le comitat de Szolnok-Doboka (Szolnok-Doboka vármegye).
À la fin de la Première Guerre mondiale, l'Empire austro-hongrois disparaît et la commune rejoint la Grande Roumanie et le județ de Someș disparu depuis et dont le chef-lieu était la ville de Dej.
En 1940, à la suite du deuxième arbitrage de Vienne, elle est annexée par la Hongrie jusqu'en 1944, époque pendant laquelle sa communauté juive est exterminée par les nazis. Elle réintègre la Roumanie après la Seconde Guerre mondiale. En 1968, lors de la réorganisation administrative du pays, la commune est intégrée dans le județ de Sălaj dont elle fait partie de nos jours.

## Politique
| Parti | Parti                                                 | Sièges |
| ----- | ----------------------------------------------------- | ------ |
|       | Parti national libéral (PNL)                          | 4      |
|       | Parti social-démocrate (PSD)                          | 4      |
|       | Union nationale pour le progrès de la Roumanie (UNPR) | 3      |

## Démographie

### Ethnies
En 1910, à l'époque austro-hongroise, la commune comptait 2 968 Roumains (94,52 %), 65 Hongrois (2,07 %) et 95 Allemands (3,03 %).
En 1930, on dénombrait 3 316 Roumains (96,85 %), 17 Hongrois (0,50 %), 87 Juifs (2,54 %) et 4 Roms (0,12 %).
En 1956, après la Seconde Guerre mondiale, 3 974 Roumains (99,72 %) côtoyaient 7 Hongrois (0,18 %) et 3 Juifs (0,08 %).
En 2002, la commune comptait 2 027 Roumains (98,25 %), 4 Hongrois (0,19 %) et 32 Roms (1,55 %). On comptait à cette date 852 ménages et 1 054 logements.

### Religions
En 2002, la composition religieuse de la commune était la suivante :
- Chrétiens orthodoxes, 89,38 % ;
- Grecs-Catholiques, 5,28 % ;
- Pentecôtistes, 3,82 %.

## Économie
L'économie de la commune repose sur l'agriculture (blé, maïs, tournesol), l'élevage, l'exploitation de carrières de craie et des graviers et sables de la rivière.

## Communications

### Routes
Băbeni est située sur la route nationale DN1H qui la relie à la nationale DN1C Baia Mare-Dej et à Jibou et Zalău ainsi qu'à Cluj-Napoca par la nationale DN1G.

### Voies ferrées
Băbeni possède une gare sur la ligne des Chemins de Fer Roumains (Căile Ferate Române) Jibou-Dej.

## Lieux et monuments

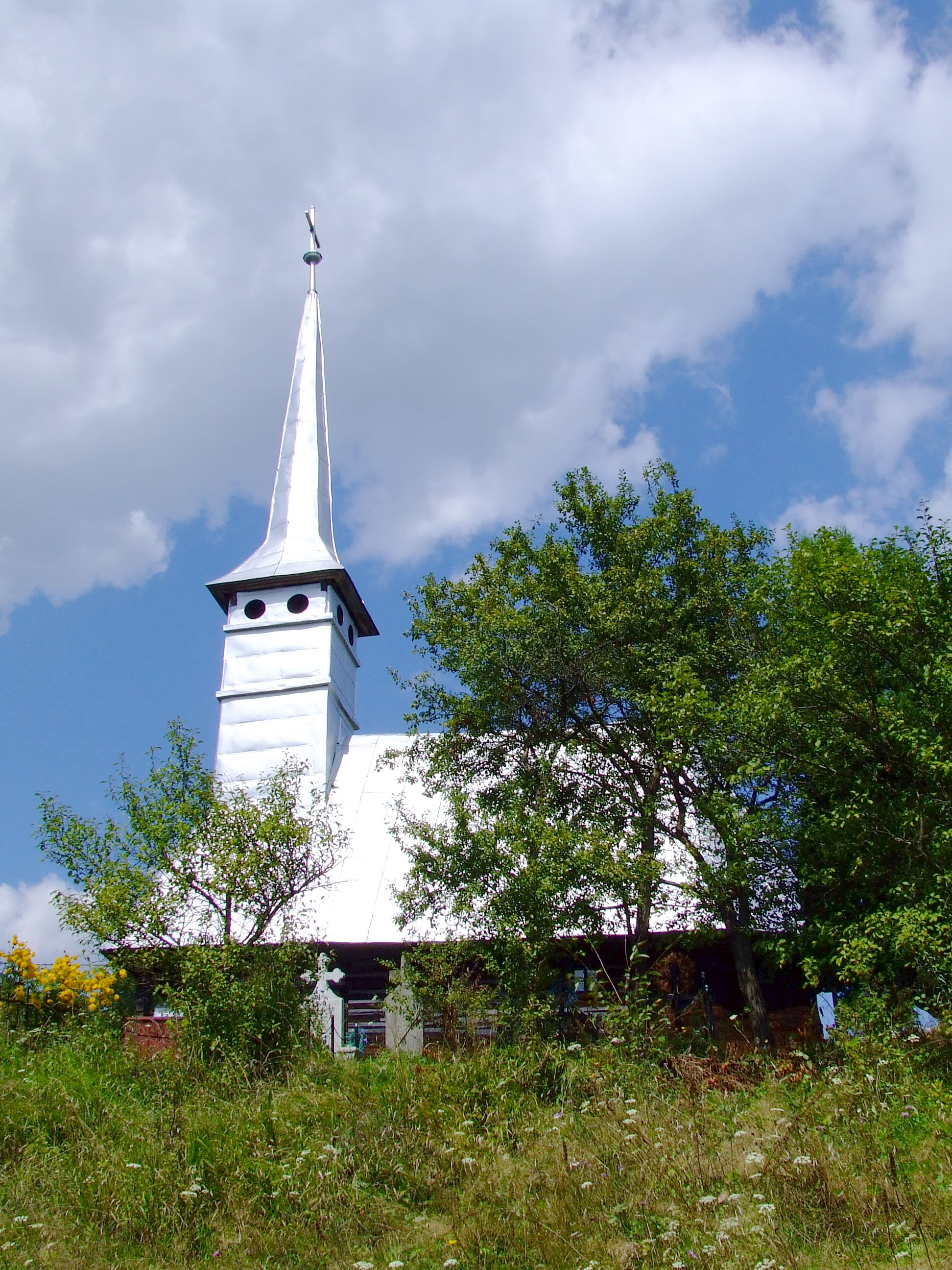
L'église des Sts Archanges de Piroșa

- Piroșa, égliseorthodoxe en bois des Sts Archanges Michel et Gabriel de 1820[5].

- Poienița, église orthodoxe en bois des Sts Archanges de 1850[5].